# Chaleo Yoovidhya
Chaleo Yoovidhya (17 augustus 1923 — 17 maart 2012) was een Thaise zakenman en investeerder. Hij was de bedenker van Krating Daeng en medeproducent van de Red Bull-energiedrankjes. Yoovidhya overleed in 2012 op 88-jarige leeftijd. Hij stond op dat moment vermeld als de op twee na rijkste persoon in Thailand, zijn vermogen werd geschat op 5 miljard dollar.